# Placas de identificação de veículos no Afeganistão

Versão corrente utilizada em Cabul

As placas de identificação de veículos do Afeganistão começaram a ser utilizadas na primeira metade do século XX. A versão atual é utilizada desde 2004. As dimensões das placas são de aproximadamente 420 x 175 mm (16,5 x 7 pol.).
As placas são bilíngues no Afeganistão. Seu formato geral inclui o nome da província em persa ou pashtun, com um correspondente código no alfabeto latino com 3 letras, um código numérico que varia de 1 a 5 dígitos e a classe do veículo, identificada por uma letra persa e 1 a 3  letras latina correspondentes conforme a categoria.
Entretanto, as combinações numéricas possíveis de 5 dígitos na província de Cabul se esgotaram. Assim, nas placas desta província, há um dígito extra adicional, apenas em persa, localizado separadamente do código numérico. Além disso, dois hifens são mostrados na parte superior e inferior do 6º número. 

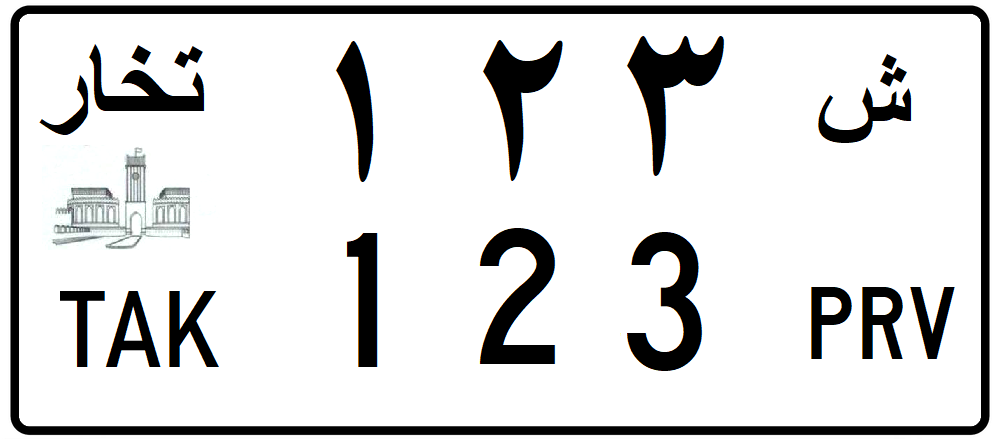
Placa com 3 dígitos da província de Takhar
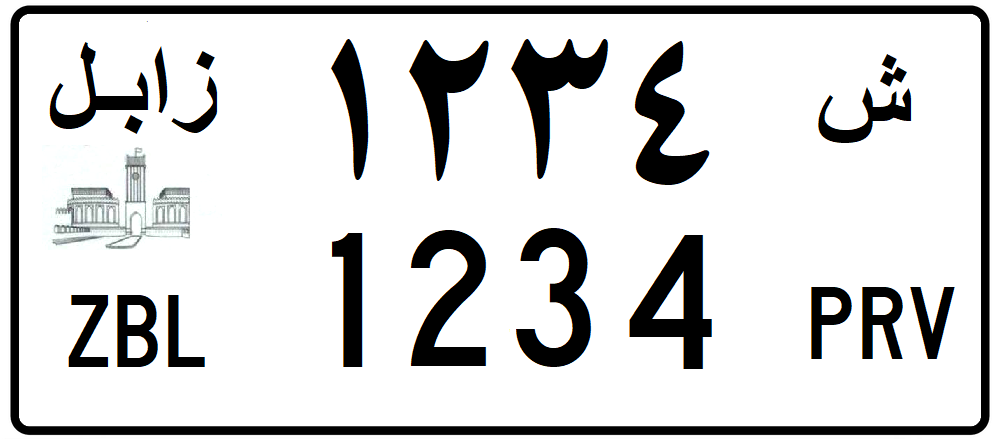
Placa com 4 dígitos da província de Zabul
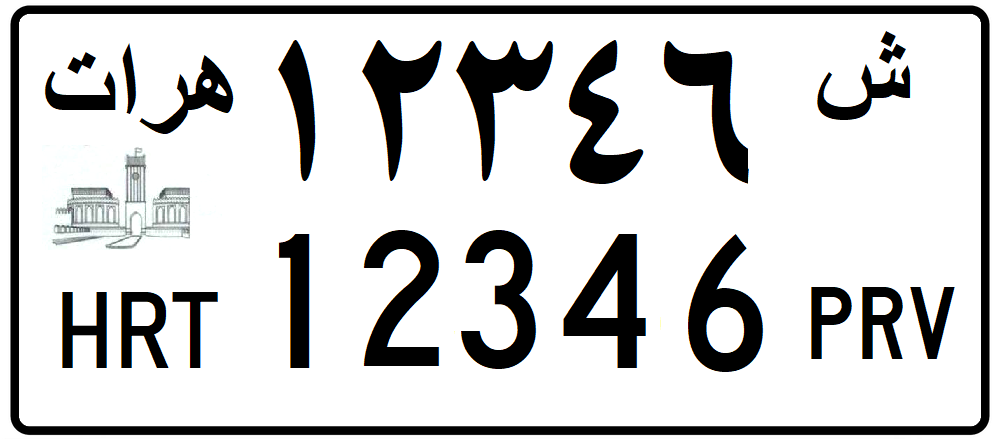
Placa com 5 dígitos da província de Herat
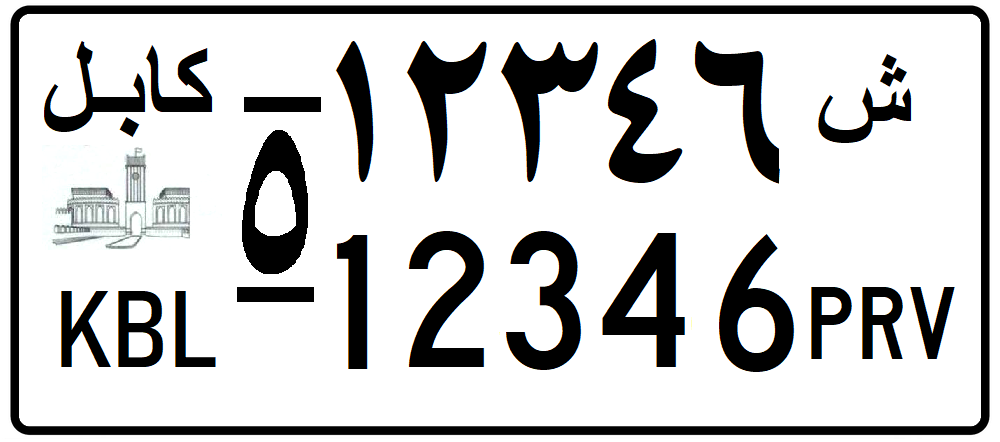
Placa com 5 dígitos mais 1 caractere especial da província de Cabul

## Categorias de emplacamento
| Tipos de veículos | Tipos de veículos | Tipos de veículos | Tipos de veículos | Tipos de veículos | Tipos de veículos |
| Tipo              | Fundo             | Caracteres        | Exemplo           | Código persa      | Código latino     |
| ----------------- | ----------------- | ----------------- | ----------------- | ----------------- | ----------------- |
| Ônibus            | Amarelo           | Preto             |                   | ب                 | B                 |
| Diplomático       | Vermelho          | Branco            |                   | —                 | CD                |
| Governamental     | Preto             | Branco            |                   | —                 | —                 |
| Caminhão          | Branco            | Preto             |                   | ل                 | L                 |
| Motocicleta       | Branco            | Preto             |                   | م                 | M                 |
| Particular        | Branco            | Preto             |                   | ﺵ                 | PRV               |
| Riquixá           | Branco            | Preto             |                   | ر                 | TRC               |
| Táxi              | Amarelo           | Preto             |                   | ﺕ                 | T                 |
| Nações Unidas     | Azul,             | Preto             |                   | —                 | —                 |

## Províncias
No Afeganistão, as placas indicam a província em que o veículo está registrado, tanto em persa quanto em pashtun,  junto a um código de 1 a 3 letras no alfabeto latino. Abaixo está o nome persa/pashun de cada província e o código de 3 letras mostrado na placa de cada província.
| Província  | Persa/Pashto | Código | Província | Persa/Pashto | código latino |
| ---------- | ------------ | ------ | --------- | ------------ | ------------- |
| Badakhshan | بدخشان       | BDN    | Kunar     | کونر         | KNR           |
| Badghis    | بادغیس       | BDG    | Kunduz    | کندوز        | KDZ           |
| Baghlan    | بغلان        | BAG    | Laghman   | لغمان        | LGM           |
| balkh      | بلخ          | BLH    | logar     | لوگر         | LGR           |
| Bamyan     | بامیان       | BAM    | Nangarhar | ننگرهار      | NGR           |
| Daykundi   | دایکندی      | DYK    | Nimruz    | نیمروز       | NRZ           |
| Farah      | فراه         | FRH    | Nuristão  | نورستان      | NUR           |
| Faryab     | فریاب        | FYB    | Paktia    | پکتیا        | PAK           |
| Ghazni     | غزنی         | GAZ    | paktika   | پکتیکا       | PKT           |
| Ghor       | غور          | GHR    | Panjshir  | پنجیشیر      | PJR           |
| Helmand    | هملند        | HEL    | Parwan    | پروان        | PRN           |
| Herat      | هرات         | TRH    | samangan  | سمنگان       | SAM           |
| Jowzjan    | جوزجان       | JZJ    | Sar-e Pol | سرپل         | SRP           |
| Cabul      | کابل         | KBL    | Takhar    | تخار         | TAK           |
| Kandahar   | کندهار       | KDR    | Urozgan   | اروزگان      | ORZ           |
| Kapisa     | کپیسا        | KPS    | Wardak    | وردک         | WDK           |
| Khost      | خوست         | KST    | Zabul     | زابل         | ZBL           |